# 1180 Avenue of the Americas
1180 Avenue of the Americas alternativt 1180 Sixth Avenue är ett höghus som ligger utmed gatan Avenue of the Americas/Sixth Avenue på Manhattan i New York, New York i USA.
Byggnaden uppfördes mellan 1961 och 1962 som en fastighet för kontorsverksamhet. Den har 21 våningar.